# Ântimo de Tiana
Ântimo de Tiana foi um bispo cristão na cidade capadócia de Tiana, uma cidade que se tornou muito proeminente quando o imperador romano Valente dividiu a Capadócia em duas províncias, com ela se tornando a capital da chamada Capadócia Secunda em 371. Esta decisão provocou um conflito — pelo qual Ântimo é conhecido — com Basílio de Cesareia (a capital da antiga província combinada), que havia se tornado bispo em 370.

## Controvérsia com Basílio
Ântimo afirmava que a mudança no status político da cidade deveria ser seguido com uma mudança do status eclesiástico e auto-declarou sua autoridade sobre uma série de cidades capadócias em sua nova província e que antes estavam sob a jurisdição de Basílio. Seu sucesso em fazer valer estas alegações em sua província foi muito facilitado pela presença de arianos que não desejavam estar sob a autoridade de Basílio, embora não haja evidências de que o próprio Ântimo tenha sido um ariano.

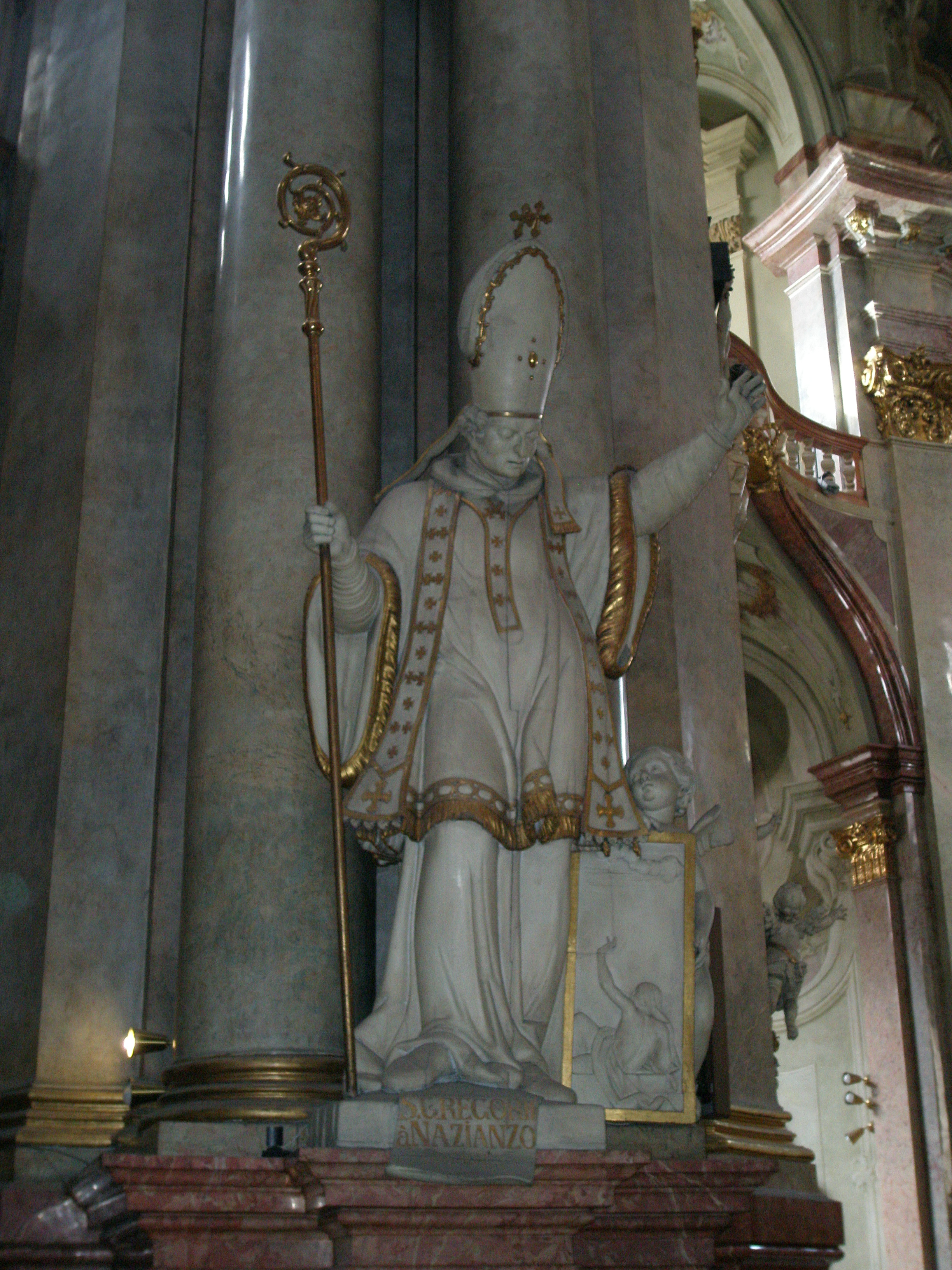
Estátua Gregório de Nazianzo na Igreja de São Nicolau, Mala Strena, Praga

O conflito se tornou físico a certo ponto, quando Basílio e seu amigo, Gregório de Nazianzo, partiram com uma tropa de mulas para coletar suprimentos para o mosteiro de Santo Orestes, sob o qual Basílio tinha autoridade. Alguns dos que apoiavam Ântimo bloquearam o caminho perto do mosteiro, nas redondezas de Sásima, e uma luta se seguiu. Em 372, como parte do conflito, Basílio consagrou Gregório como bispo de Sásima — uma minúscula cidade — que Ântimo alegava estar sob sua autoridade. O local era pouco mais do que uma encruzilhada de estradas e nunca tinha tido um bispo antes. Por conta da disputa, tinha agora dois, pois Ântimo também consagrou um opositor a Gregório, que eventualmente acabou ficando. Além disso, Basílio também promoveu seu irmão caçula, Gregório, bispo de Níssa para ajudar no conflito. Ele tentou estabelecer sua autoridade em Doara de maneira similar.
Aparentemente uma paz foi alcançada entre os dois pelas mãos de Eusébio de Samósata, que mediou o conflito e eles acabaram aceitando cada um a jurisdição sobre a sua própria região. Em algum ponto do processo, Nazianzo reconheceu a sua ligação com Tiana. Antes que uma paz completa fosse aceita entre Ântimo e Basílio, outra perturbação ainda ocorreria com a recusa de Basílio de entender a aceitação por Ântimo de Fausto como bispo na Armênia. Fausto tinha solicitado primeiro à Basílio, que pediu que ele aguardasse até que Teódoto de Nicópolis e outros bispos armênios fossem consultados. Porém, ao consultar Ântimo, seu pedido foi imediatamente atendido.
Em todo caso, por volta de 375 Gregório considerou que Ântimo estava em completo acordo com ele. Ele foi descrito como um idoso quando o conflito iniciou e não há muitas informações sobre como ele morreu. O mais importante impacto destes evento foi distensão que ele provocou na amizade e afeição entre Gregório de Nazianzo e Basílio, principalmente pela pressão que este aplicou sobre Gregório para que assumisse seu novo posto na miserável Sásima. A mágoa perdurou até a morte de Basílio em 379.[carece de fontes?]